# کیبل گوتیرز
کیبل گوتیرز (انگلیسی: Keibel Gutiérrez) (زاده ۶ مه ۱۹۸۷) بازیکن والیبال اهل کوبا، که به عنوان یک لیبرو در ترکیب برای تیم ملی مردان کوبا به میدان می‌رود. او به عنوان بهترین لیبرو در مسابقات انتخابی المپیک ۲۰۰۸ انتخاب شد.